# Zhaozhou (ort i Kina)
Zhaozhou är en ort i Kina. Den ligger i provinsen Heilongjiang, i den nordöstra delen av landet, omkring 100 kilometer väster om provinshuvudstaden Harbin.
Runt Zhaozhou är det ganska tätbefolkat, med 80 invånare per kvadratkilometer. Trakten runt Zhaozhou består till största delen av jordbruksmark.
Genomsnittlig årsnederbörd är 725 millimeter. Den regnigaste månaden är juli, med i genomsnitt 180 mm nederbörd, och den torraste är januari, med 6 mm nederbörd.